# Fireside Poets
Fireside Poets (Fireside – místo u krbu, přeneseně rodina, domácnost, možno tedy přeložit jako Básníci rodinného krbu, další názvy: Schoolroom, tj. Učebna, a Household Poets, tj. Básníci domácnosti) byla skupina amerických (přesněji řečeno novoanglických) básníků 19. století. Členy skupiny byli Henry Wadsworth Longfellow, William Cullen Bryant, John Greenleaf Whittier, James Russell Lowell a Oliver Wendell Holmes. Šlo o první směr americké poezie, který co do popularity jak doma, tak v zahraničí, mohl soupeřit s poezií britskou.
Fireside Poets kladli důraz na formální přesnost svých básní, přesné metrum a užití rýmovaných slok, protože jejich básně byly určeny k memorování a recitaci, jak doma, tak na školách, kde měly být přednášeny u “rodinného krbu”. Nejčastějšími tématy jejich poezie byly domácí život, mytologie a politika Ameriky. 